# Vasallaje

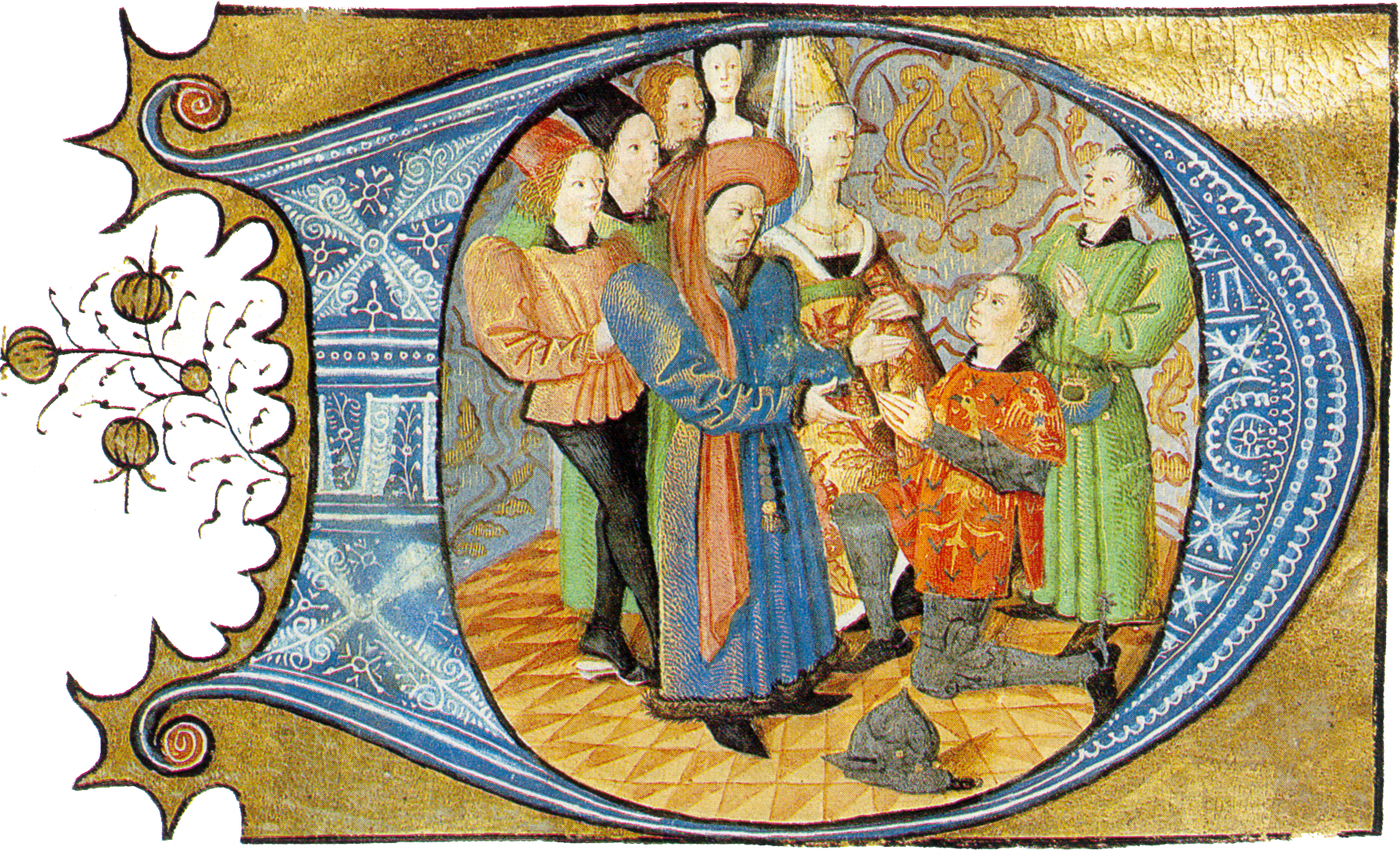
Carlos I de Orleans recibe el homenaje de un vasallo. Miniatura de un códice medieval.

 Vasallaje  es la relación que existía entre un vasallo (esto es un noble o caballero) y su señor feudal. Sucedió durante el feudalismo, entre los siglos X y XI. El vasallo juraba fidelidad a su señor y se comprometía a cumplir determinadas servidumbres, principalmente de apoyo político y militar (auxilium et consilium), y recibía como contraprestación un beneficio, habitualmente el control y jurisdicción sobre la tierra y la población de su feudo o señorío y señor. Era un contrato sinalagmático, con obligaciones para ambas partes, que se establecía entre dos hombres libres. Las dos partes se comprometían a guardarse lealtad y no traicionar el vínculo que se establecía entre ellos. Las obligaciones contractuales de la relación  vasallática quedaban sin efecto para una parte si la otra incumplía gravemente las suyas (felonía).

## Etimología
La palabra latina medieval vasallus deriva del latín clásico vassus ("sirviente"), que a su vez es posiblemente una cognata de origen indoeuropeo con la raíz céltica wasso- ("joven, escudero"); como en la palabra galesa gwas (con el idéntico significado de "joven" o "sirviente"), en la bretona goaz ("sirviente", "vasallo", "hombre") y en la irlandesa foss ("sirviente").
Diminutivo de vassallus es vassellitus ("noble joven", "escudero", "paje"), que se usaba en el galo-romance y originó la palabra francesa que evolucionó en las formas vaslet, varlet o valet (valet de chambre o "ayuda de cámara") que pasaron también al inglés (varlet registrado en 1456 y valet en 1567).
También se usaba en francés el término vavassor, vavasour, vavasseur o vavassal, derivado del latín medieval vassus vassorum ("vasallo de los vasallos"). En el norte de Italia se usaba el término valvassori y en España el de "valvasallo". En las zonas de habla alemana se usaba el término lehmann (de lêhen -feudo- y mann -hombre-). Tomás de Aquino proporciona una etimología creativa: valvasallos se llamaban de Valo, porque eran diputados que guardaban las puertas del Palacio Real, a los cuales llamamos porteros.
En la Lex Lamgob. (lib. iii. tit. 8, 4) del emperador Conrado II se distinguía a los valvassores majores de los valvassores minores, refiriéndose a distintas categorías nobiliarias según la importancia de sus tenencias territoriales.  En el uso habitual en Francia, el término vavasseur designa a los nobles de inferior categoría, vasallos de señores que a su vez son vasallos de otros señores. En sus feudos (denominados vavassorie) podían ejercer el tipo de justicia señorial denominada "baja justicia" (droit de base, low justice) y no la denominada "media justicia" y "alta justicia" (middle y high justice). Es muy frecuente su aparición en la literatura medieval.

Duc est la premiere dignité, et puis comtes, et puis vicomtes, et puis barons, et puis chastelains, et puis vavassor, et puis citaen [citadin], et puis vilain
Duque es la primera dignidad, y después condes, y después vizcondes, y después barones, y después castellanos, y después valvasallo, y después ciudadano, y después villano
Enumeración de los hommes francs ("hombres libres") en el Li livres de jostice et de plet (o Livre de Jostice et de Pletz, "Libro" o "Libros de justicia y de súplicas"), ca. 1260.

...mando a todos los Prelados, Duques, Marqueses, Condes, Ricos homes, Priores de las Ordenes, Comendadores, Subcomendadores e Alcaydes de los Castillos e Casas fuertes e llanas e a los mis Adelantados e Merinos e a todos los Concejos, Alcaldes, Alguaciles, Regidores, Veinte y cuatro Cavalleros Jurados, Escuderos Jurados, Oficiales e Homes buenos de todas las Cibdades e Villas, e Lugares, de los dichos de mis Reynos, e Tierras, e Señoríos, e a todos los otros mis vasallos e súbditos e naturales, de cualquier estado o condición o preeminencia e dignidad que sea, e a cada uno e a cualquiera dellos, por la fidelidad, e lealtad e reverencia e obediencia e subjección e vasallaje que me deben, e a que me son adscritos e obligados como a su Reyna e Señora natural, e so virtud de los juramentos, e fidelidades e pleytos e homenajes que me hicieron al tiempo que yo accedí en los dichos mis Reynos e Señoríos que cada uno, e cuando plugiere a Dios de me llevar de esta presente vida, los que allí se hallaren presentes luego, e los absentes dentro del término que las Leyes destos mis Reynos disponen en tal caso, ayan e resciban, y tengan a la dicha Princesa Doña Juana mi hija por Reyna verdadera, e Señora natural propietaria de los dichos mis Reynos e Tierras e Señoríos, e alzen pendones por ella, haciendo la solemnidad que en tal caso se requiere, e debe, e acostumbra a hazer; e ansí la nombren, e intitulen dende adelante y le den y presten e exhiban e fagan dar, y prestar y exhibir, toda fidelidad e obediencia e reverencia e subjección e vasallaje que como súbditos e naturales vasallos le deben, e son obligados a le dar, y prestar, y al Ilustrísimo Príncipe Don Felipe mi muy caro e muy amado fijo, como a su marido; e quiero e mando que todos los Alcaydes de los Alcaçares e Fortalezas, e Tenientes de cualesquier Cibdades e Villas e Logares de los dichos mis Reynos e Señoríos, fagan luego juramento e pleyto homenage en forma, según costumbre e Fuero de España, por ellas a la dicha Princesa mi hija, e de las tener e guardar con toda fidelidad y lealtad para su servicio e para la Corona Real de los dichos mis Reynos, durante el tiempo que gelas mandare tener; lo cual todo mando que ansi fagan e cumplan realmente, e con efecto, todos los susodichos Prelados e Grandes e Cibdades e Villas e Logares e Alcaydes e Tenientes, e para los otros susodichos mis súbditos, e naturales, sin embargo ni dilación, ni contrario alguno, que sea o ser pueda, so aquellas penas e casos en que incurren e caen los vasallos e súbdidos que son rebeldes e inobedientes a su Reyna, e Pricesa, e Señora Natural, e le deniegan el señorío e subjeccción e vasallaje e obediencia y reverencia, que naturalmente le deben y son obligados a le dar y prestar.
Isabel la Católica, Testamento, 12 de octubre de 1504.

## Origen feudal del vasallaje
Con la expansión romana y la larga duración de las campañas, los generales y sus tropas fueron desarrollando una lealtad recíproca (y dejando de lado a Roma, provocando largas y cruentas guerras civiles que provocarían el desmembramiento del imperio en los feudos que lo componían), que se transformó en un protovasallaje. Y para asegurarse esa lealtad, tenía que haber una expansión constante que diese suficientes territorios para repartir entre las tropas, que cada uno tendría en su tierra mano de obra.
Haciendo una comparación con la sociedad medieval:
- Los generales serían los señores (en ambos cargos había que ser de origen patricio).
- Los legionarios (campesinos-soldados, colonos) serían los vasallos que juran lealtad y socorro a su general a cambio de tierras o feudos; siendo general y soldados: ciudadanos romanos.
- Los peregrinus serían los nativos no esclavizados que trabajarían gratis para su señor (el legionario, vasallo del general) como impuesto no tributario. Los peregrinus dan origen a los siervos, que se rigen por el régimen señorial en 1746.

## La pirámide del vasallaje

La letra capitular de un manuscrito medieval reúne a un campesino, un caballero y un clérigo. La condición social de los campesinos era habitualmente la servidumbre (sería, por tanto, un siervo). La condición de un caballero es noble (muy posiblemente, sería señor de campesinos, y sin duda sería vasallo de un noble de superior categoría -que fuera a su vez señor de otros vasallos nobles dependería de su posición dentro de la "pirámide feudal"-). La condición de un clérigo depende de su ubicación en las instituciones eclesiásticas: podía ser señor de siervos (los de las tierras de un monasterio, por ejemplo), así como señor del territorio que administre como vasallo de un rey, del emperador o del papa (una ciudad episcopal, por ejemplo).

La posibilidad de que un vasallo tomara bajo su protección a su vez a otros hombres, que pasaban a ser sus vasallos y él a ser su señor, estableció una red piramidal de relaciones vasalláticas o feudo-vasalláticas que en la historiografía se denomina como pirámide feudal o pirámide del vasallaje. En su cúspide se encontraría el emperador, bajo él los reyes, bajo estos los altos nobles (duques, condes y marqueses, cuyos feudos son los ducados, condados y marcas -del tamaño de regiones enteras-). Bajo estos vendría la nobleza intermedia de señores de grandes feudos, del tamaño de comarcas, que no dependían directamente del rey, sino de su propio señor -el conde, duque o marqués-.Por último estaría la baja nobleza con muy distintos títulos: vizcondes, barones, infanzones, caballeros, escuderos, hidalgos, etc. cuyos feudos tendrían el tamaño de aldeas o no tendrían un feudo territorial.
La estructuración del clero produjo una pirámide semejante debido a su vinculación a los intereses de la nobleza, por su poder económico y territorial (manos muertas) y por los tres votos monásticos (pobreza, obediencia y castidad). Esta estructura se reprodujo tanto en el clero secular (papa, arzobispos, obispos, canónigos, arciprestes, sacerdotes) como en el regular (generales y provinciales de las distintas órdenes religiosas, abades y monjes de los distintos monasterios) y en las órdenes militares.
El triestamentalismo proporcionaba una sólida justificación teórica a la cerrada estructura social expresada en las redes vasalláticas, que concebía como una determinación de la posición de cada individuo desde su nacimiento, decidida providencialmente por Dios: el primogénito varón de un noble estaba destinado al puesto de este; el segundón entraría en la Iglesia; la primera hija se destinaría a un matrimonio conforme al rango de sus padres, contribuyendo a establecer intrincadas redes familiares en cada escalón de la pirámide; la segunda hija sería monja. No era nada inusual que un hermano menor hubiera de cambiar su vocación por la muerte prematura de su hermano mayor.

## Crisis del vasallaje
La disolución de la pirámide feudal comenzó por su cúspide, con la ruptura del Imperio carolingio por enfrentamientos internos de sus herederos en el mismo siglo IX; precisamente en el periodo en el que el feudalismo entró en su momento culminante, que implicaba la máxima descentralización del poder político: el verdadero poder estaba en manos del vasallo, no del señor. Los señores perdieron la potestad de quitar a los vasallos de sus feudos, que se hicieron hereditarios. Era la capacidad efectiva de reunir una hueste y hacerla llegar a donde fuera necesario lo que daba a los señores capacidad de imponer su voluntad o el cumplimiento de teóricas obligaciones. En algunos casos, las obligaciones del auxilium se eludían o cambiaban por pagos en dinero (scutagium). Las obligaciones del consilium terminaron por encauzarse en las instituciones estamentales representativas (Cortes en los reinos cristianos de la península ibérica, Estados Generales en el reino de Francia, Cámara de los Lores en el reino de Inglaterra).

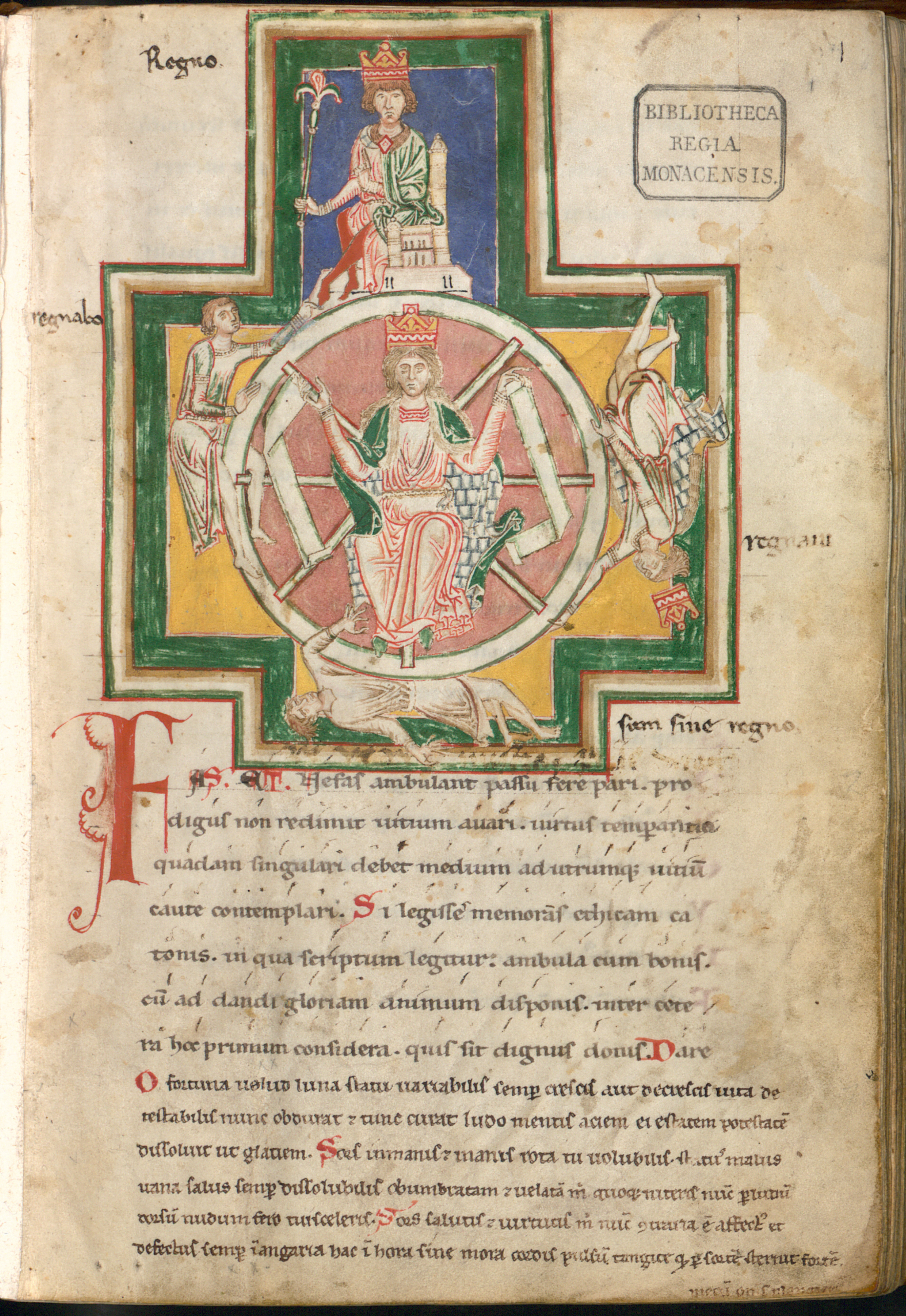
La Rota Fortunae (rueda de la Fortuna) en una ilustración del Carmina Burana. Las figuras representadas están rotuladas con las expresiones: Regno, Regnavi, Sum sine regno, Regnabo ("reino, reiné, estoy sin reino, reinaré").

La expresión jurídica de la disolución de los vínculos vasalláticos originados en la institución imperial tuvo que esperar varios siglos, a que, en el contexto de la disputa del dominium mundi entre los dos poderes universales (pontificado e imperio), cada rey comenzara a considerarse como imperator in regno suo ("emperador en su reino"). En tal pretensión fueron ayudados por la recepción del derecho romano redescubierto por letrados, glosadores y compiladores (escuela de Bolonia), inicialmente en beneficio de las pretensiones imperiales, pero ahora con un nuevo propósito en el que fueron muchas veces apoyados por el propio Papa. Beneficiaba a ambos el principio por el que los reyes podían considerarse teóricamente vasallos directos del Papa, desvinculándose de la sujeción feudal al emperador. Lo mismo pudieron hacer algunos de los más altos nobles, que se convirtieron en plenos soberanos de iure (como en la independencia del reino de Portugal, antes un condado del reino de León) o de facto (como los condados catalanes, el poderoso estado borgoñón o los estados alemanes).
La situación podía llegar a ser muy retorcida: el rey de Inglaterra, soberano en su isla, era vasallo del rey de Francia en sus feudos continentales; el margrave de Brandeburgo, vasallo del Emperador en las tierras del Sacro Imperio, era vasallo del rey de Polonia en sus dominios de Prusia (con el tiempo fue titulado rey "en" Prusia y finalmente rey "de" Prusia). En todos esos casos se dieron situaciones históricas en las que el teórico vasallo era en la práctica más poderoso que el teórico señor.
En algún caso, la investidura vasallática del rey en un reino de nueva creación fue directamente instaurada por el Papa (reino normando de Sicilia). Entre los Estados vasallos del papado estuvieron el reino de Aragón e incluso efímeramente el reino de Inglaterra en tiempo de Juan sin Tierra. Vasallos pontificios se consideraban los caballeros teutónicos en las tierras que conquistaron en Europa oriental. La sujeción al Papa del reino de Jerusalén, nacido de las Cruzadas, era mucho menos definida. Las consecuencias civiles de la excomunión (permitía ignorar las obligaciones del vasallaje) ponía en manos de la autoridad eclesiástica un arma temible, que muchas veces se usó.
La Baja Edad Media intensificó el vaciamiento de contenido de los lazos vasalláticos, especialmente con la crisis del siglo XIV: se fue conformando una separación nítida entre la alta nobleza (los Pares de Francia, los Lores ingleses o los Grandes de España, títulos y señores que habían concentrado grandes extensiones) y la baja nobleza empobrecida (el caso paradigmático son los hidalgos españoles, retratados por la literatura -El Lazarillo, El Quijote-), al mismo tiempo que se fortalecía el poder real, que evolucionaba hacia las monarquías autoritarias; por otra parte, aumentaba la importancia de la burguesía de las ciudades, que pasaron a ser un espacio político de importancia, ajeno a las redes del vasallaje, donde se asentaba el poder del patriciado urbano.
Incluso en el ámbito de las representaciones metafóricas, también se produjo una "inversión" entre "arriba y abajo". El giro de la Rueda de la fortuna (Rota Fortunae) simbolizaba los ascensos y descensos sociales.